# Bad Ditzenbach
Bad Ditzenbach (bis 1929 Ditzenbach) ist eine Gemeinde in Baden-Württemberg und gehört zum Regierungsbezirk Stuttgart. Das staatlich anerkannte Heilbad liegt im Landkreis Göppingen.

## Geographie

### Geographische Lage
Bad Ditzenbach liegt im Oberen Filstal im Norden der Schwäbischen Alb zwischen 498 und 781,7 m ü. NHN. In Bad Ditzenbach mündet die Ditz in die Fils.

### Nachbargemeinden
Die Nachbargemeinden sind (im Uhrzeigersinn von Norden) Heiningen, Schlat, Deggingen (alle Landkreis Göppingen), Nellingen, Merklingen (beide Alb-Donau-Kreis), Drackenstein, Mühlhausen im Täle, Gruibingen und Gammelshausen (alle Landkreis Göppingen).

### Gemeindegliederung

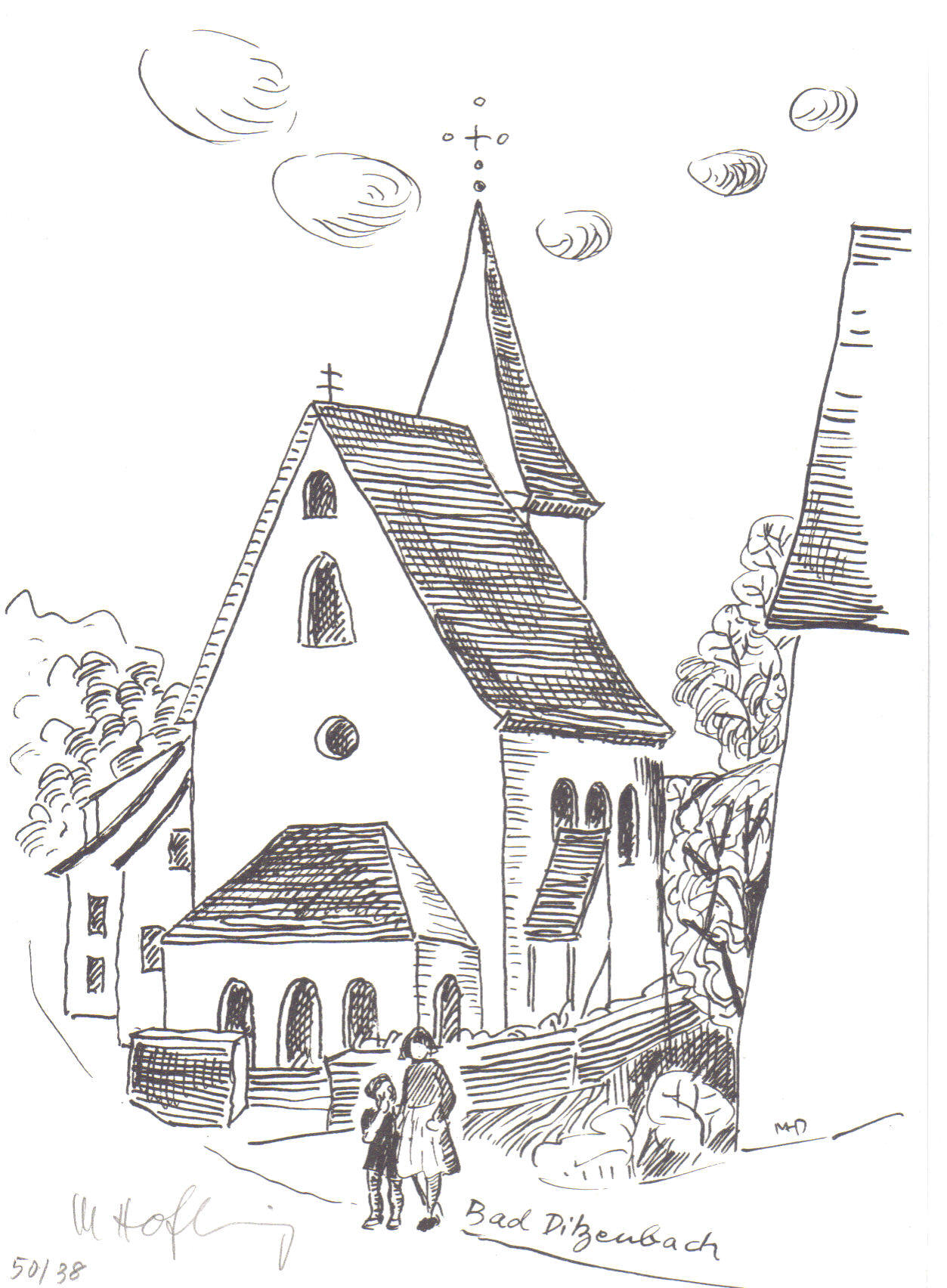
Bad Ditzenbach, Zeichnung von Margret Hofheinz-Döring, 1977

Zu Bad Ditzenbach gehören die drei Ortsteile Auendorf, Bad Ditzenbach und Gosbach. Die Grenzen der Ortsteile sind identisch mit den ehemaligen Gemeinden gleichen Namens. Die offizielle Benennung der Ortsteile erfolgt durch vorangestellten Namen der Gemeinde und durch Bindestrich verbunden nachgestellt der Name der Ortsteile. Zum Ortsteil Auendorf gehören das Dorf Auendorf und die Hardtmühle. Zum Ortsteil Bad Ditzenbach gehören das Dorf Bad Ditzenbach und das Gehöft Schonterhöhe sowie die abgegangene Ortschaft Hiltenburg. Zum Ortsteil Gosbach gehören das Dorf Gosbach, ein großer Teil des neuen Baugebiets „Klingenbrunnen“ und das Gehöft Großmannshof sowie die abgegangene Burg Leimberg.

### Flächenaufteilung
Nach Daten des Statistischen Landesamtes, Stand 2014.

## Geschichte

### Überblick
861 wurde der Ort Tizzenbach in einer Urkunde des Klosters Wiesensteig erstmals erwähnt.
Im Mittelalter herrschten die Grafen von Helfenstein in Bad Ditzenbach und den umliegenden Gemeinden. Hiervon zeugt heute noch die Burgruine Hiltenburg auf dem Schlossberg über Bad Ditzenbach. Nach dem Ort nannte sich ein von 1208 bis 1289 belegtes Adelsgeschlecht für das teils ein Sitz in Ortslage angenommen wird.
1560 wurden die kohlensäurereichen Mineralquellen erstmals urkundlich erwähnt. Das hatte die Gründung des Mineralbades Ditzenbach zur Folge.
Mit der Herrschaft Helfenstein fiel Ditzenbach 1806 an das Königreich Württemberg. Zunächst gehörte die Gemeinde zum Oberamt Wiesensteig, ab 1810 zum Oberamt Geislingen.
Zu Zeiten Eduard Mörikes vertrieb der damalige Besitzer der Mineralquellen, Thomas Fritton, rund 200.000 Flaschen pro Jahr. So lobte Mörike im Jahr 1863 in einem Brief an seinen Freund Karl Wolf: „Der hier gewonnene Nutzen für meine Gesundheit stellte sich inzwischen besonders seit dem regelmäßigen Gebrauch des Dizenbacher Wassers…heraus.“ und berichtete zuversichtlich „den letzten Rest des schleimigen Wesens wird hoffentlich das Dizenbacher Wasser wegnehmen.“
1929 wurde das Prädikat eines staatlich anerkannten Heilbades verliehen.
Bei der Verwaltungsreform während der NS-Zeit in Württemberg wurde Bad Ditzenbach 1938 dem Landkreis Göppingen zugeordnet. 1945 bis 1952 gehörte die Gemeinde zum Nachkriegsland Württemberg-Baden, das 1945 in der Amerikanischen Besatzungszone gegründet worden war, ab 1952 zum neuen Bundesland Baden-Württemberg.
Ditzenbach war der erste Ort auf der Schwäbischen Alb, in dem nach Thermalwasser gebohrt wurde. 1969 stieß man in 560 Metern Tiefe auf 48 Grad warmes Thermalwasser. Die chemischen Hauptbestandteilen sind Natrium, Calcium, Chlorid und Sulfat. Die Quelle, Canisiusquelle genannt, speist seit 1971 das Thermalbad der Vinzenz Therme.

### Eingemeindungen
- 1. September 1973: Eingemeindung von Auendorf (dem früheren Ganslosen) nach Bad Ditzenbach[7]
- 1. Januar 1975: Vereinigung von Bad Ditzenbach und Gosbach zur neuen Gemeinde Bad Ditzenbach[8]

### Einwohnerentwicklung
Quelle: Statistisches Landesamt Baden-Württemberg für die Daten ab 1961

Einwohnerentwicklung von Bad Ditzenbach von 1871 bis 2017

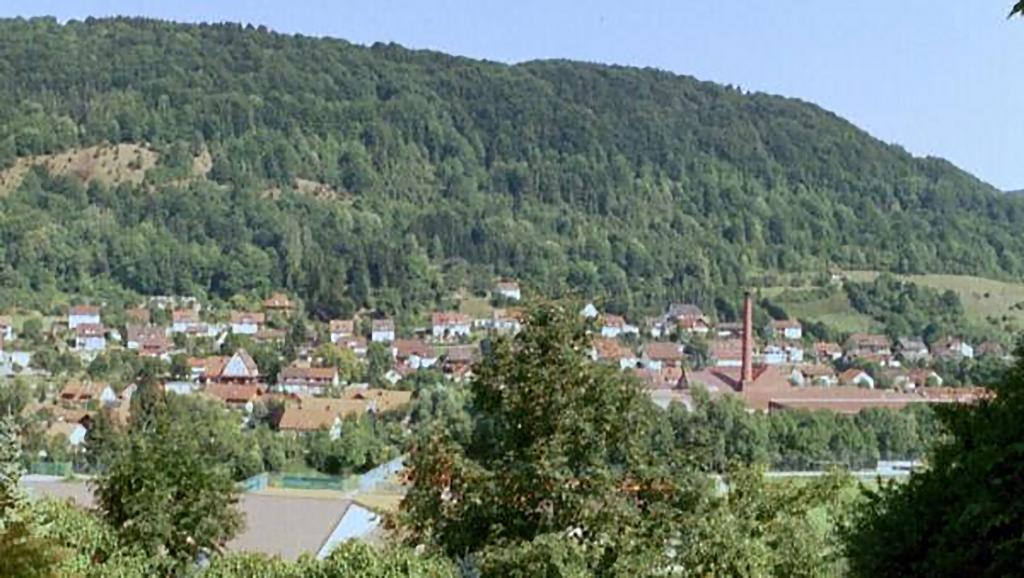
Gosbach

| Datum             | Einwohner |
| ----------------- | --------- |
| 1871              | 1636      |
| 1900              | 1560      |
| 1933              | 1732      |
| 1939              | 1785      |
| 1950              | 2336      |
| 31. Dezember 1961 | 2794      |
| 31. Dezember 1970 | 3081      |
| 31. Dezember 1980 | 2976      |
| 31. Dezember 1990 | 3263      |
| 31. Dezember 1995 | 3555      |
| 31. Dezember 2000 | 3666      |
| 31. Dezember 2005 | 3737      |
| 31. Dezember 2010 | 3674      |
| 31. Dezember 2015 | 3652      |
| 31. Dezember 2020 | 3731      |

### Ortsteile

#### Gosbach

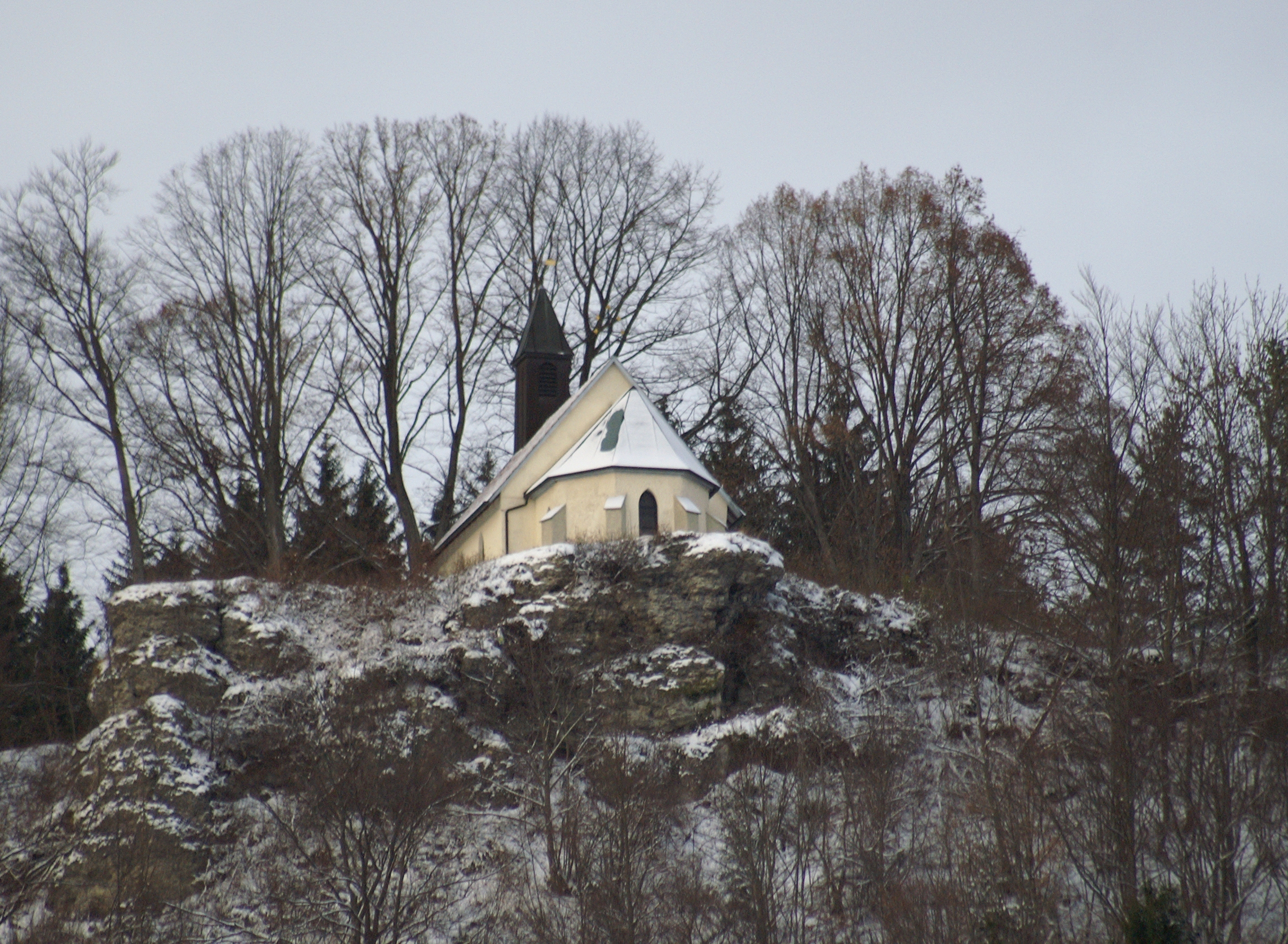
Die Kreuzkapelle auf dem Leimberg über Gosbach

1143 wurde das von dem Bach Gos durchquerte Gosbach erstmals urkundlich erwähnt.
Das Wappen der früher selbständigen Gemeinde Gosbach zeigt die Kreuzkapelle auf dem Leimberg.

#### Auendorf

Steinpyramide über Auendorf

Auendorf hieß früher Ganslosen, das 1137 erstmals urkundlich erwähnt wurde Der Name wurde 1849 geändert, da Ganslosen zu den sogenannten Narrenorten zählte (am berühmtesten ist Schilda, die Heimat der Schildbürger), über deren einfältige Bewohner man sich lustig machte. Auendorf hat heute rund 570 Einwohner. Berühmt ist Auendorf nicht nur wegen seines früheren Namens und Rufs, sondern auch wegen seines Hagebuttenmarks, das hier auch weiterhin in traditioneller Weise im Rohverfahren hergestellt wird.
Auendorf ist der einzige Ortsteil der Gemeinde Bad Ditzenbach mit überwiegend evangelischer Bevölkerung. Während das obere Filstal erst seit 1806 ein Teil Württembergs war, gehört Auendorf (Ganslosen) seit 1418 zu Württemberg und wurde mit diesem im Jahr 1534 evangelisch. Die Evangelische Kirchengemeinde Auendorf ist heute noch die einzige öffentlich-rechtliche Körperschaft Auendorfs.
Das Auendorfer Wappen zeigt in Gold ein grüner Hagebuttenzweig mit zwei roten Früchten. Die Ortsfarben sind rot und gold.

## Politik

### Gemeinderat
In Bad Ditzenbach wird der Gemeinderat nach dem Verfahren der unechten Teilortswahl gewählt. Dabei kann sich die Zahl der Gemeinderäte durch Überhangmandate verändern. Der Gemeinderat besteht aus den 12 gewählten ehrenamtlichen Gemeinderäten und dem Bürgermeister als Vorsitzendem. Der Bürgermeister ist im Gemeinderat stimmberechtigt. Die Kommunalwahl am 9. Juni 2024 führte zu folgendem Ergebnis. Die Wahlbeteiligung lag bei 64,66 % (2019: 62,0 %).
| Partei      | Stimmen | Sitze | Ergebnis 2019     |
| Bürgerliste | 89,76 % | 11    | 82,71 %, 11 Sitze |
| Grüne Liste | 10,24 % | 1     | 17,29 %, 2 Sitze  |

### Wappen
Die Blasonierung des Gemeindewappens von Bad Ditzenbach lautet: In Gold ein bis nahe an den Oberrand erhöhter grüner Dreiberg belegt mit einem goldenen Schalenbrunnen mit aufsteigendem und geteiltem silbernem Wasserstrahl.
Das Wappen zeigt damit symbolisch das Heilbad der Gemeinde und die umgebende Alblandschaft. Ein Schalbrunnen wurde schon in einem frühen Wappen von Bad Ditzenbach verwendet. Die heutige Form wurde aber erst nach der Eingliederung von Auendorf und Gosbach eingeführt. Die Ortsfarben sind Grün-Gelb.
Wappen und Flagge wurde am 17. August 1977 durch das Landratsamt Göppingen verliehen.
Das alte Wappen zeigte über einem von Blau und Silber schrägrechts mit Querteilung gerauteten Schildfuß in Silber ein roter Schalenbrunnen mit aufsteigendem und geteiltem blauen Wasserstrahl.
Der Schildfuß mit den bayerischen Rauten sollte daran erinnern, dass der Ort bis 1806 zu Bayern gehörte. Silber und Rot waren die Farben der Grafen von Helfenstein.
Die Flagge war Blau-Weiß.
Wappen und Flagge wurden am 28. Oktober 1959 vom Innenministerium verliehen.
| Bad Ditzenbach | Bad Ditzenbach Altes Wappen |
| -------------- | --------------------------- |

## Kultur und Sehenswürdigkeiten

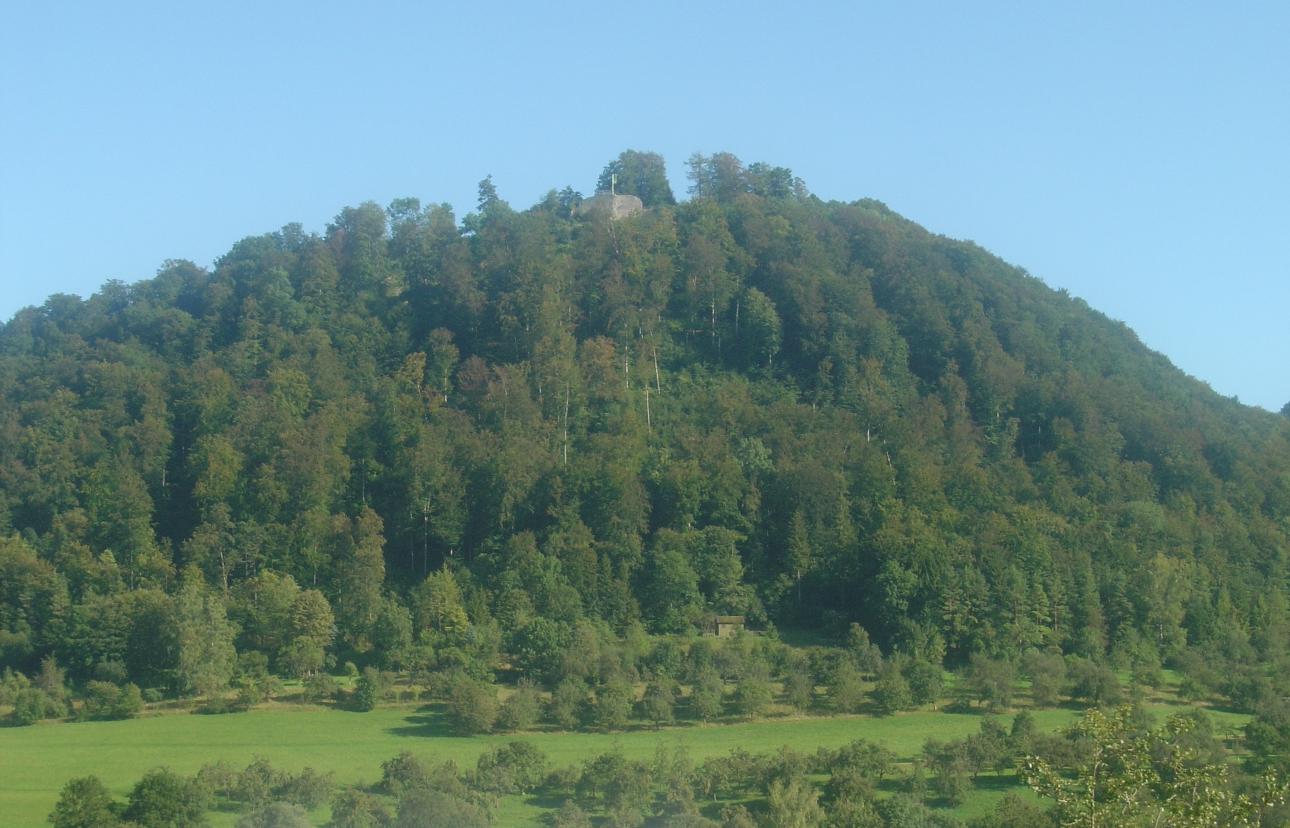
Blick auf die Burgruine Hiltenburg

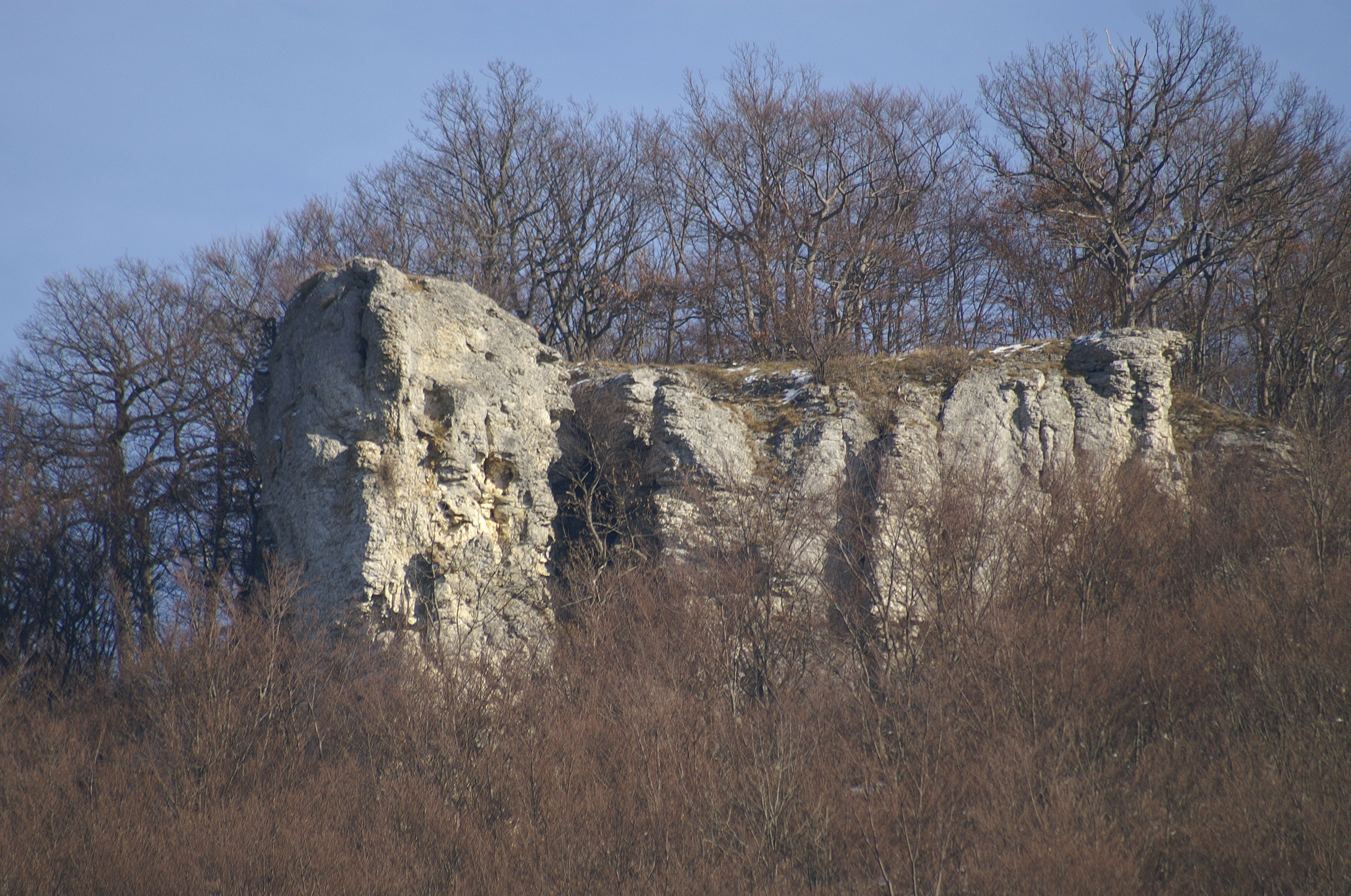
Das Naturdenkmal Tiersteinfels oberhalb von Gosbach

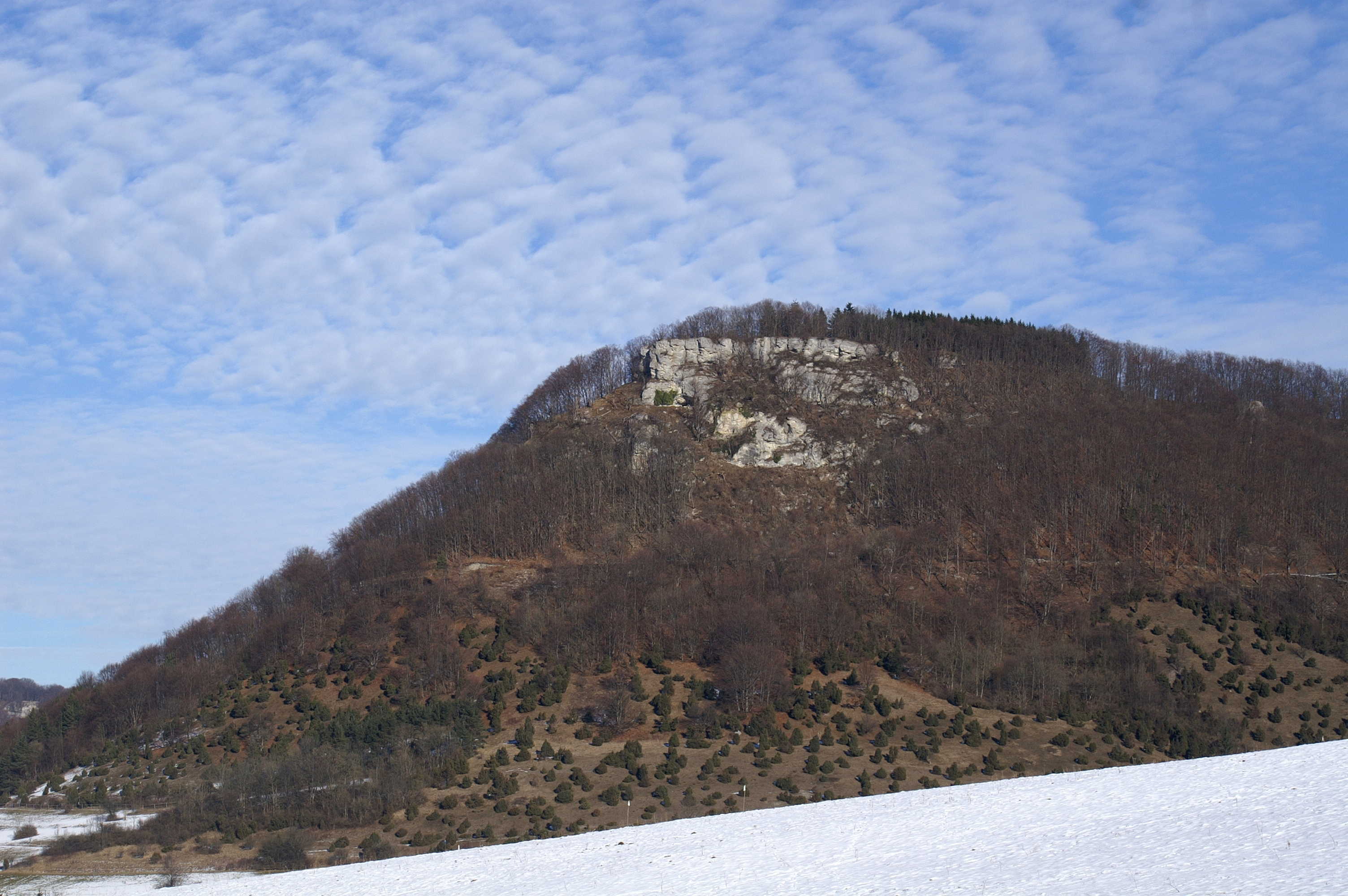
Oberbergfels oberhalb von Bad Ditzenbach

Bad Ditzenbach liegt an der Schwäbischen Albstraße, die an vielen Sehenswürdigkeiten vorbeiführt.
Der Tiersteinfels oberhalb von Gosbach bildet die Kante zwischen Albhochfläche und östlichem Talhang der Gos. Dieses Naturdenkmal des Weißen Jura ist eine Felsgruppe mit Plattformen, vertikalen Klüften und senkrechten Wänden. Er gewährt, ebenso wie der Oberbergfels, eine gute Aussicht in das Obere Filstal.

### Gebäude
- Die Burgruine Hiltenburg
- Alte Dorfkirche St. Laurentius (15. Jahrhundert)
- Die Josefskapelle in Gosbach
- Die katholische Pfarrkirche St. Magnus in Gosbach
- Die evangelische Stephanuskirche in Auendorf mit der ältesten, noch gespielten Orgel im Landkreis Göppingen
- Die Kreuzkapelle auf dem Leimberg in Gosbach

### Sport und Freizeit
- Das Thermal-Mineral-Bewegungsbad Vinzenz Therme[11]

### Rad- und Wanderwege
Über die Gemarkung von Bad Ditzenbach verlaufen der Albsteig (auch Schwäbische-Alb-Nordrand-Weg oder HW1), einer der beliebtesten Fernwanderwege Deutschlands, der entlang des Albtraufs von Donauwörth bis Tuttlingen führt, sowie der Alb-Crossing, ein Fernradweg geeignet für Mountainbiker oder Gravel-Biker, der in sechs Etappen die Strecke Aalen–Tuttlingen überbrückt.

## Wirtschaft und Infrastruktur

### Verkehr
Bad Ditzenbach liegt an der Bundesstraße 466. Diese führt über die Anschlussstelle Mühlhausen auf die im Westen verlaufende Autobahn A8 Stuttgart–München.
Die Gemeinde liegt im Gebiet des Verkehrs- und Tarifverbund Stuttgart. Der nächste Bahnhof befindet sich in Geislingen an der Steige. Regelmäßige Busverbindungen bestehen unter anderem nach Göppingen, Geislingen an der Steige, Deggingen, Wiesensteig, Hohenstadt und Gammelshausen.
Von 1903 bis 1968 war der Ort durch einen Bahnhof an der Bahnstrecke Geislingen (Steige)–Wiesensteig (auch bekannt als Tälesbahn oder Täleskäther) an das Schienennetz angebunden.
Der Albtäler-Radweg führt als Landes-Fernradweg durch Bad Ditzenbach; es handelt sich um einen Rundkurs zwischen Römerstein und Sontheim an der Brenz. Er verläuft von Geislingen kommend großteils auf der ehemaligen Bahnstrecke über Bad Überkingen und Deggingen nach Bad Ditzenbach und weiter über Mühlhausen im Täle nach Wiesensteig.

### Bildung
In Bad Ditzenbach gibt es mit der Hiltenburgschule und der Ulrich-Schiegg-Schule im Ortsteil Gosbach zwei Grundschulen. In allen drei Ortsteilen befindet sich je ein Kindergarten.